# PIGEON BLOOD
『PIGEON BLOOD』（ピジョンブラッド）は、2002年8月30日にアボガドパワーズから発売されたアダルトゲーム。ゲームジャンルはSM調教シミュレーションゲーム。2003年にディスカバリーよりアニメ化されている。
アボガドパワーズ初となるBDSM作品で、ヒロインの服装によって調教内容が変化する仕組みをとっているほか、プレイヤーを査定する品評会システムも搭載されている。

## ストーリー
ある日、クリスは豪邸の暗い部屋で目を覚まし、自分が調教師であるということ以外の記憶を失っていた。そこへレギーナという隻眼の美女が現れ、6か月間彼に豪邸を託す代わりに、少女リタを性奴として調教するよう頼み込んだ。
クリスはリタへ調教を重ねるにつれ、自分が調教師になる前の記憶を取り戻していった。

## 登場人物
※声の表記はPC版 / アニメ版の順。
クリス（Chris）
声 - なし / 華丘路朗
177cm。本作のプレイヤーである。赤い瞳と真っ白な肌で、プラチナブロンドの髪を持つ青年。
豪邸にて、自分が調教師であること以外の記憶を失った状態で目を覚ました。カオルコとヴァネッサからお館さまと呼ばれているが、実際は館主の傀儡でしかない。
リタ（Rita）
声 - 野神奈々
155cm、86(d)/55/84
本作のヒロイン。栗色の髪をした小柄な少女。ハードな調教や恥辱を煽るような調教には抵抗感を示すこともあるが、基本的には従順。
ヴァネッサ（Vanessa）
声 - 久利島聖子 / 鈴美巴
167cm、106(h)/61/90
主人公の補佐役。深蒼色の髪をしており、スーツと眼鏡を身に着けている。冷静な印象を持つが、実際はマゾヒスト。
カオルコ（Kaoruko）
声 - 松田美菜
175cm、83(c)/48/82
主人公の調教サポート役。赤いボブカットの女性。幼少時に受けた虐待の結果、性格が破たんしており、クリスと距離を縮めていくリタに対して激しい憎しみを抱いている。また、姉であるレギーナには逆らえずにいる一方、恐怖心を抱きはじめている。リタには「女王様」と呼ばせている。
カーン（Kahn）
声 - なし / NOMUKEN
クリスが調教師になる前から運転手をしている男性。無口で、あまり多くを語らない。
エルザ＝マリア（Elsa=Maria）
声 - なし
豪邸で働くメイド。口にはゴム製のマスクをしており、常に筆談でコミュニケーションをとる。カオルコによる調教や人体改造の結果、脳細胞の一部が壊死したため、主人やカオルコ以外の者の指示を受けない一方、お館さまであるクリスを監視する役割を持っている。
コンラッド（Konrad）
声 - なし
使用人の1人で、ヴァネッサ専属の奴隷でもある少年。
レギーナ（Регина）
声 - 凛子
カオルコの実姉で、妹と共に虐待を受けた末に両親を殺した過去を持つ。美しいものが大好きで、クリスをそばに置きたいと考えている。

## スタッフ
- 原画：吉澤友章（ボブマスター）
- シナリオ：猫柳まんぼ（山田びんご）
- プログラム：浦和雄
- サウンド：矢野雅士
- グラフィックチーフ：赤塚弘樹
- グラフィック：高尾知美、宮内理恵

## 関連商品
- 『PIGEON BLOOD オリジナルサウンドトラック』 CANDYPOP、2002年12月21日発売、AUDIO-CD2枚組：OMCP-22/3
- 『PIGEON BLOOD -ピジョンブラッド- DVDPG』 N43 Project、2005年11月30日発売 APG-03

## アダルトアニメ
2003年にディスカバリーより発売されたPCゲームが原作のアダルトアニメ。全2巻で、1話約30分。
- 『PIGEON BLOOD -ピジョンブラッド- 1st Training』 2003年11月28日発売 DISE-0059
- 『PIGEON BLOOD -ピジョンブラッド- 2nd Training』 2004年3月26日発売 DISE-0062
- 『バーチャルアニメーション PIGEON BLOOD -ピジョンブラッド- 〜完全版〜』 姫ちゃんカンパニー、2009年1月23日発売 CAOA-002
  - 『1st Training』『2nd Training』を2編同時収録したVFTバーチャルアニメーション完全版。

スタッフ
- 原作：アボガドパワーズ
- エグゼクティブプロデューサー：田中辰弥
- 監督：MOGLES
- 脚本：佐藤博暉
- キャラクターデザイン・作画監督：松ヶ丘賢
- 絵コンテ：MOGLES[1話・2話]、三島由紀世[2話]
- 演出：雄谷将仁[1話]、いとがしんたろー[2話]
- 音楽：佐野広明
- 美術監督：遥みふみ
- 美術設定：益田賢治
- 色彩設計：YAMAMOKO
- 色指定：木村うぴこ[1話]、YAMAMOKO[2話]
- 撮影監督：米噴水
- 音響監督：ん念堂
- 編集：関一彦（関編集室）
- アニメーションプロデューサー：萬波賢
- プロダクションマネージャー：伊藤将志
- アニメーション制作：AT-2Project
- 製作：ディスカバリー